# Tre rose
Tre rose è il terzo album del cantautore Massimo Bubola pubblicato nel settembre del 1981 dall'etichetta discografica Fado.

## Descrizione
Nell'album partecipano nelle parti corali: Fabrizio De André (che produsse anche il disco), Dori Ghezzi e Cristiano De André.
La foto di copertina è tratta dal libro Lewis Carroll, fotografo vittoriano dell'editore Franco Maria Ricci.
L'album fu ripubblicato, con le stesse tracce, su CD nel 2005 dall'etichetta Eccher Music.

## Tracce
LP (Fado, FDLP 30002)
Testi e musiche di Massimo Bubola.
Lato A
1. Hoa-iò-iò (pt.1) – 5:41
2. Carmelina – 4:06
3. Calipso – 4:21
4. Senza famiglia – 5:20
5. Sulla riva, la riva – 2:22

Durata totale: 21:50
Lato B
1. Tiro un'arancia in cielo – 4:19
2. Tre rose – 2:48
3. Encantado signorina – 4:32
4. E tu no – 4:29
5. Hoa-iò-iò (pt.2) – 6:08

Durata totale: 22:16

## Formazione
- Massimo Bubola – voce, cori, chitarra
- Chicco Santulli – chitarra
- Mark Harris – tastiera, pianoforte
- Tony Soranno – chitarra
- Claudio Bazzari – chitarra
- Pier Michelatti – basso
- Lele Melotti – batteria
- Maurizio Preti – percussioni
- Mauro Pagani – ottavino, violino
- Claudio Pascoli – sassofono tenore
- Oscar Prudente, Fabrizio De André, Dori Ghezzi, Cristiano De André, Carlo Facchini – cori